# Außenrüttler

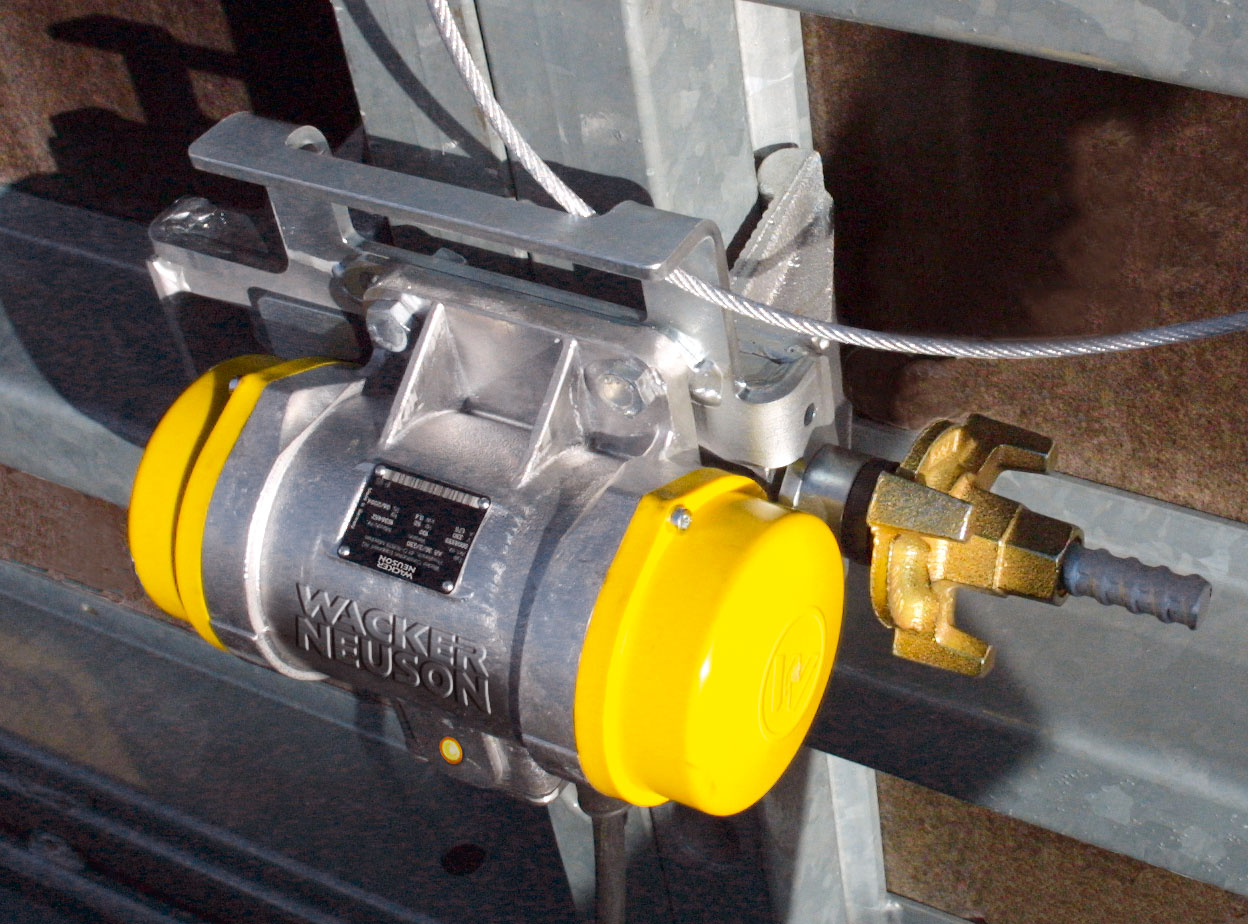
Außenrüttler an einer Schalung

Der Außenrüttler (auch Schalungsrüttler genannt) ist ein Baugerät, das zur Verdichtung von Frischbeton verwendet wird. Im Gegensatz zum Innenrüttler wird der Außenrüttler nicht in den Beton eingeführt, sondern außen an der Schalung angebracht. Im Außenrüttler befindet sich ein Druckluft- oder Elektromotor mit dessen Hilfe eine Unwucht angetrieben wird. Die von der Unwucht erzeugten Vibrationen werden über die Schalung in den Frischbeton übertragen und führen in einem bestimmten Wirkungsbereich zu einer dichteren Lagerung der Gesteinskörnung sowie zu einem Entweichen der im Beton eingeschlossenen Luft. Auf diese Weise erreicht der Beton nach dem Erhärten die geforderte Festigkeit und Frostbeständigkeit. Zudem wird der Verbund mit der Bewehrung wesentlich verbessert. 
Außenrüttler werden in der BGL/EUROLISTE unter der Schlüsselnummer B.9.2 – Außenrüttler aufgeführt. Kenngröße ist die erzeugte Fliehkraft in Kilonewton.

## Anwendung
Es gibt mehrere Anwendungsgebiete für Außenrüttler. Auf der Baustelle kommt der Außenrüttler überall dort zum Einsatz, wo Innenrüttler nicht verwendet werden können. Dies ist zum Beispiel bei der Betonage einer Tunnelwandung der Fall. Ein weiteres Einsatzgebiet ist die Betonfertigteilherstellung im Werk. Dort werden beispielsweise Kipptische oder Treppenschalungen mit Außenrüttlern bestückt. In diesen Fällen liegt die Rütteldrehzahl meist zwischen 4500 und 6000 Umdrehungen pro Minute. Um Schalungsbrüche zu vermeiden, wird die Leistungsabgabe der Außenrüttler auf die Steifigkeit der Schalung abgestimmt. Zudem ist eine sorgfältige Planung der Befestigungspunkte hinsichtlich Anzahl und Lage erforderlich. Für eine möglichst gleichmäßige Verdichtungswirkung werden die Außenrüttler im Regelfall an den Knotenpunkten der Schalungsaussteifungen angebracht.
Außenrüttler mit einer Frequenz von 50 Hz und 1500 bis 3000 Umdrehungen pro Minute werden zum Antrieb von Förderrinnen, Sieb- und Sortieranlagen sowie zur gleichmäßigen Entleerung von Silos und Behältern genutzt. Zudem ermöglichen sie das Abreinigen von Filtern in Entstaubungsanlagen. 